# Mayres (Puy-de-Dôme)
 Mayres  es una población y comuna francesa, situada en la región de Auvernia, departamento de Puy-de-Dôme, en el distrito de Ambert y cantón de Arlanc.

## Demografía
| 268 | 246 | 202 | 192 | 166 | 178 |
| Para los censos de 1962 a 1999 la población legal corresponde a la población sin duplicidades (Fuente: INSEE [Consultar]) |     |     |     |     |     |